# Trzyciąż
Trzyciąż is een dorp in het Poolse woiwodschap Klein-Polen, in het district Olkuski. De plaats maakt deel uit van de gemeente Trzyciąż.